# Monroe County, Kentucky
Monroe County är ett administrativt område i delstaten Kentucky, USA, med 10 963 invånare. Den administrativa huvudorten (county seat) är Tompkinsville. 

## Geografi
Enligt United States Census Bureau så har countyt en total area på 860 km². 857 km² av den arean är land och 3 km² är vatten. 

### Angränsande countyn
- Barren County - nordväst
- Metcalfe County - nordost
- Cumberland County - öst
- Clay County, Tennessee - sydost
- Macon County, Tennessee - sydväst
- Allen County - väst